# Марк Кинг
Марк Кинг (на английски: Mark King) е английски професионален играч на снукър. Марк Кинг никога не е печелил турнир от ранкинг системата, въпреки че достига до два финала в кариерата си - на Откритото първенство на Уелс през 1997 г. и на Трофея на Северна Ирландия през 2004 г.
Най-доброто класиране на Кинг в ранкинг системата е 11-о място, като той е прекарал пет сезона в топ шестнадесет. Късметът обаче така и не го спохожда, за да излезе на по-предна позиция.

## Личен живот
Марк Кинг е женен с 2 деца. Майка му е била в затвора през 2004 г. за убийството на братовчед си.

## Кариера
Марк Кинг постепенно напредва в световна ранглиста по снукър и само 5 години след включването му в професионалния снукър в на 48 позиция и то в период, когато има много повече професионални състезатели от момента. Годината с безспорен успех е 1997, когато Марк Кинг достина финал на Откритото първенство на Уелс и влиза в топ 32 на ранглистата, а година по-късно е вече в топ 16! Остава там до следващата година, през която обаче не успява да покаже добра форма и отпада от 16-те най-добри в снукъра.
Кинг прави завръщане сред най-добрите на планетата през сезон 2000/2001 като достига 11-а позиция в ранглистата. Следващите два сезона за Марк са сравнително слаби и през 2002/2003 той отново е на последното място в престижната класация на топ 16.
През декември 2004 г. Марк Кинг достига до полуфинал на UK Championship, който губи с 9 — 4 от бъдещия победител Стивън Магуайър. При резултат 8 -3 от публиката се чува звън на мобилен телефон, на който Кинг реагира с думите "ако това е съпругата ми, кажете ѝ, че след малко се прибирам у дома". През следващата 2005 г. Марк успява да победи Рони О'Съливан с 9 - 8 и той счита това за безспорен успех. Борбата му е отново за влизане в топ 16 на световната ранглиста, но не успява да се справи с Нийл Робъртсън след това.
През 2008 г. успява да се справи с Марк Селби в първия кръг на Световно първенство по снукър през 2008 с резултат 10 - 8, но е победен от Питър Ебдън във втори кръс с 9 – 13.
Марк е сред най-добрите 16 на планетата на Световно първенство по снукър през 1998 г., 1999 г., 2001 г., 2002 г. и 2008 г., но никога не успява да прескочи втори кръг. Това са и сезоните, през които Марк Кинг е в топ 16.

## Сезон 2009/10
| Турнир                    | Резутат | Спечелени пари | Ранкинг точки | Най-голям брейк | 100+ брейк | 50+ брейк | Брой спечелени срещи |
| ------------------------- | ------- | -------------- | ------------- | --------------- | ---------- | --------- | -------------------- |
| Шанхай мастърс 2009       |         | £              |               |                 |            |           |                      |
| Гран При 2009             |         | £              |               |                 |            |           |                      |
| Британско първенство 2009 |         | £              |               |                 |            |           |                      |
| Мастърс 2010              |         | £              |               |                 |            |           |                      |
| Първенство на Уелс 2010   |         | £              |               |                 |            |           |                      |
| Първенство на Китай 2010  |         | £              |               |                 |            |           |                      |
| Световно първенство 2010  |         | £              |               |                 |            |           |                      |
| Общо                      |         | £              |               |                 |            |           |                      |